# Trichloorazijnzuur
Trichloorazijnzuur of TCA is een organisch zuur met als brutoformule C2HCl3O2. De stof komt voor als kleurloze en wateraantrekkende kristallen met een scherpe geur.

## Synthese
Trichloorazijnzuur wordt bereid door de reactie van azijnzuur met chloorgas in aanwezigheid van een geschikte katalysator:
{\displaystyle {\ce {CH3COOH + 3Cl2 -> CCl3COOH + 3HCl}}}

## Toepassingen
Trichloorazijnzuur heeft vele toepassingen, waaronder:
- bij de productie van zijn natriumzout, natriumtrichlooracetaat, een herbicide
- oplosmiddel in de plasticindustrie
- etsend middel in de metaalbewerking
- additief in minerale smeeroliën
- katalysator voor polymerisatiereacties

In de biochemie wordt het gebruikt om proteïnen en andere macromoleculen neer te slaan. Andere toepassingen situeren zich in de medische (behandelen van huidaandoeningen en het verwijderen van wratten) en cosmetische sfeer ("chemische peeling")

## Toxicologie en veiligheid
Trichloorazijnzuur is niet brandbaar. De stof ontleedt bij verhitting, waarbij giftige en corrosieve dampen (onder andere waterstofchloride en chloroform) vrijkomen. De stof is corrosief en milieugevaarlijk. Inademing van de damp kan longoedeem veroorzaken, maar de symptomen hiervan worden vaak pas na enkele uren merkbaar.
In een rapport uit 2006 concludeerde de Nederlandse Gezondheidsraad dat er voldoende gegevens voorhanden zijn voor "het sterk vermoeden dat trichloorazijnzuur ontwikkelingsstoornissen bij het nageslacht veroorzaakt". Over het eventuele effect van trichloorazijnzuur op de vruchtbaarheid is nog onvoldoende bekend.